# Homo arcaic

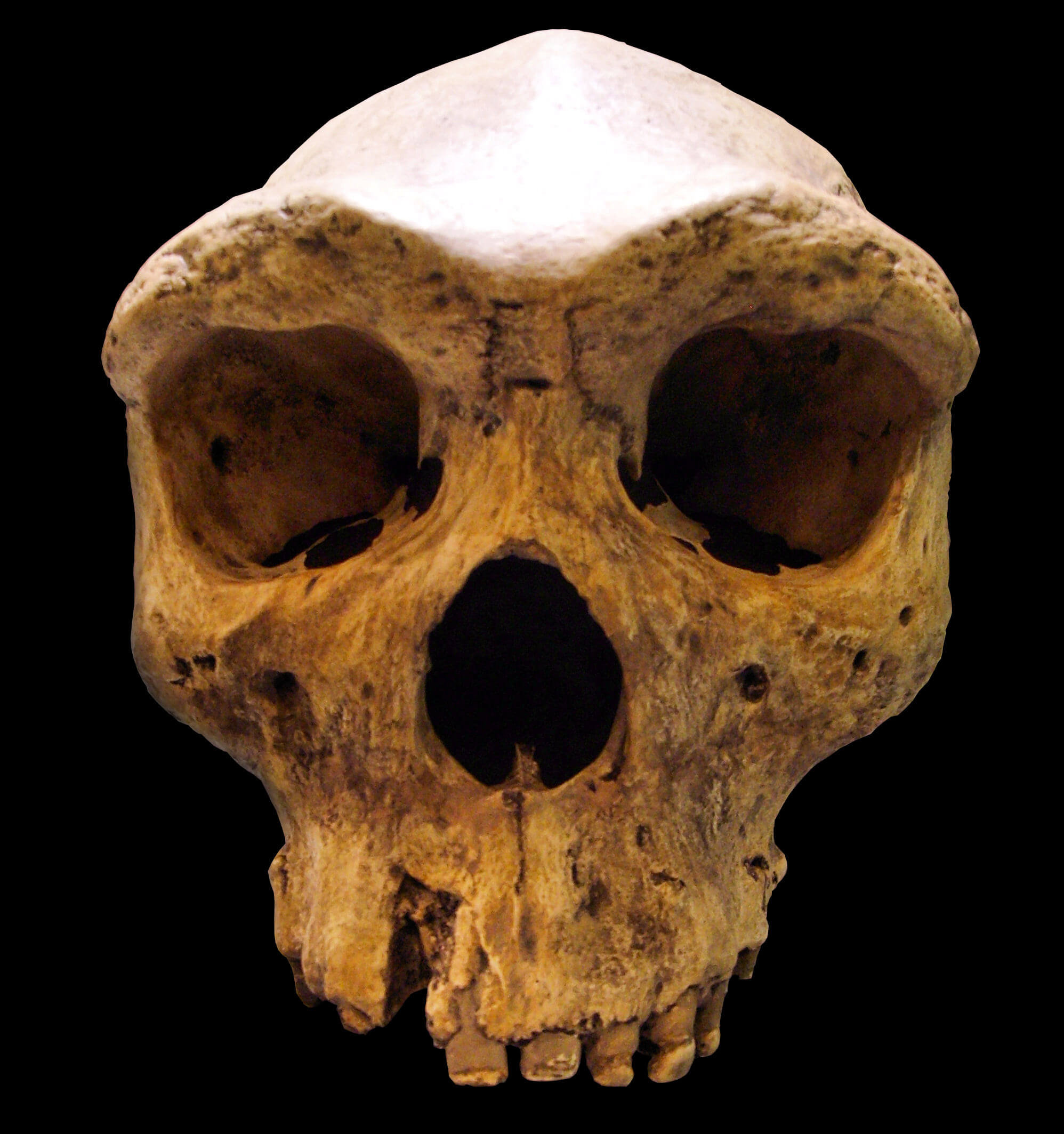
Homo rhodesiensis datat d'entre 300.000 i 125.000 anys

Homo arcaic és un terme definit d'una manera aproximada per referir-se a un gran nombre de varietats d'humans del gènere Homo, d'una manera oposada als humans moderns (Homo sapiens sapiens), en un període que comença fa 500.000 anys.
Aquest terme típicament inclou Homo heidelbergensis, Homo rhodesiensis, Homo neanderthalensis i de vegades Homo antecessor.
Els humans moderns es creu que han evolucionat dels Homo sapiens arcaics, que al seu torn han evolucionat des d'Homo erectus.
El cervells dels H. sapiens arcaics tenen un volum cerebral molt similar al dels humans moderns però se'n diferencien per tenir al cap una vora sobre les òrbites i no tenir mentó.
Els homes anatòmicament moderns van aparèixer fa uns 200.000 anys i fa uns 70.000 anys gradualment van marginalitzar (segons la teoria de la catàstrofe Toba) les varietats arcaiques. Les varietats no modernes d'Homo van sobreviure fins fa 30.000 anys i potser fins fa 10.000 anys.

## Fòssils
- Sima de los Huesos
- Home de Saldanha
- Home d'Altamura
- Crani de Kabwe
- Crani de Steinheim